# Educando
Educando é aquele que está em processo de aprendizagem, na sua busca pessoal pelo saber. O educando é agente sujeito participante que faz da escola currículo de cultura; e da  sala de aula como espaço de diálogo.